# Джоя білочерева
Джо́я білочерева (Heterophasia melanoleuca) — вид горобцеподібних птахів родини Leiothrichidae. Мешкає в Південно-Східній Азії.

## Опис
Довжина птаха становить 21–23. Голова і верхня частина тіла чорні, нижня частина тіла біла. Очі червоні.

## Підвиди
Виділяють три підвиди:
- H. m. radcliffei (Baker, ECS, 1922) — східна М'янма, північно-західний Таїланд, північно-західний Лаос;
- H. m. castanoptera (Salvadori, 1889) — південно-східна М'янма (південь штату Шан і штат Кая);
- H. m. melanoleuca (Blyth, 1859) — південна М'янма і західний Таїланд.

## Поширення і екологія
Білочереві джої мешкають в М'янмі, Таїланді, Лаосі і Китаї. Вони живуть у вологих гірських тропічних лісах. Зустрічаються на висоті від 100 до 2565 м над рівнем моря.

## Галерея

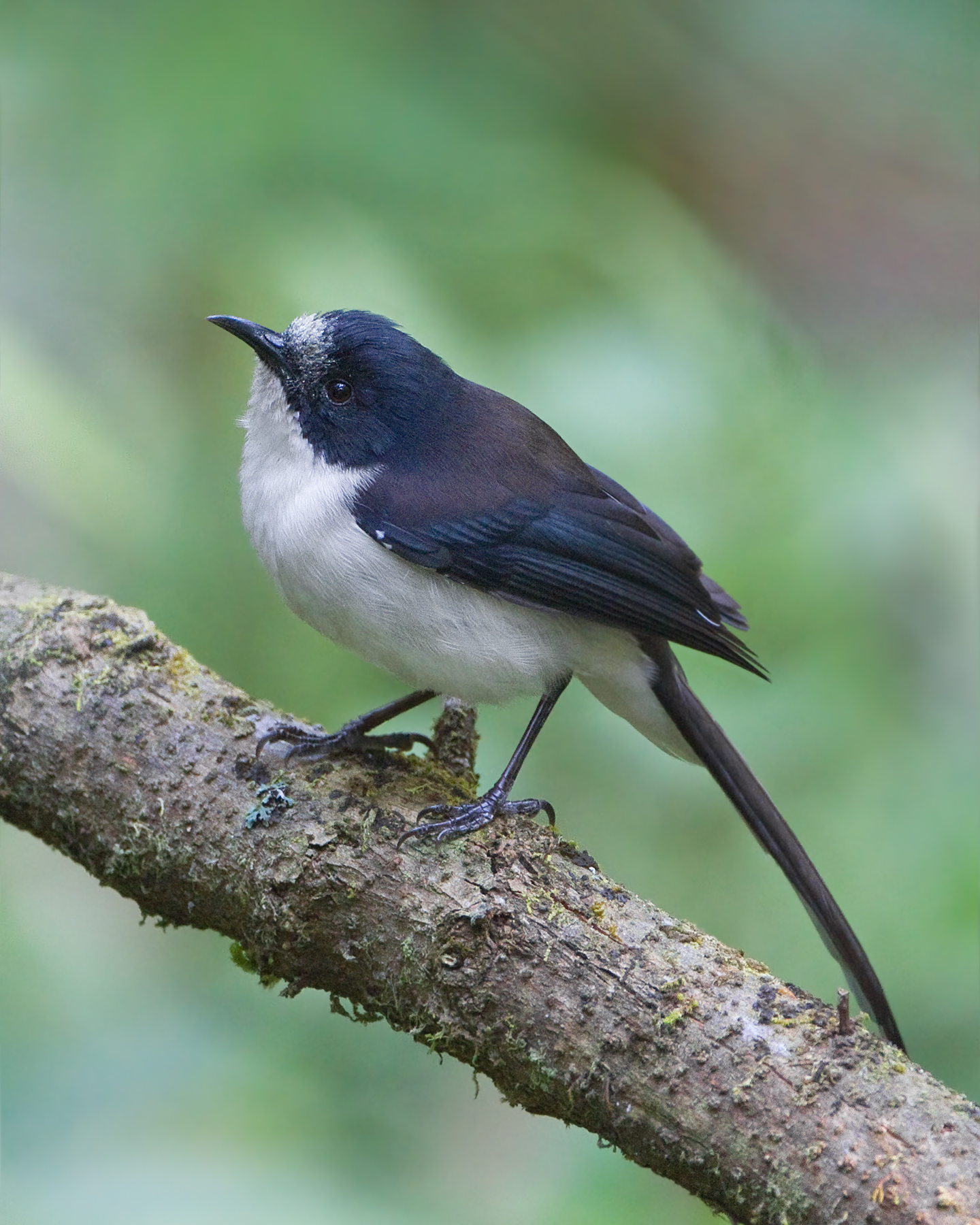
Молода білочерева джоя (Національний парк Дой-Інтханон, Таїланд)
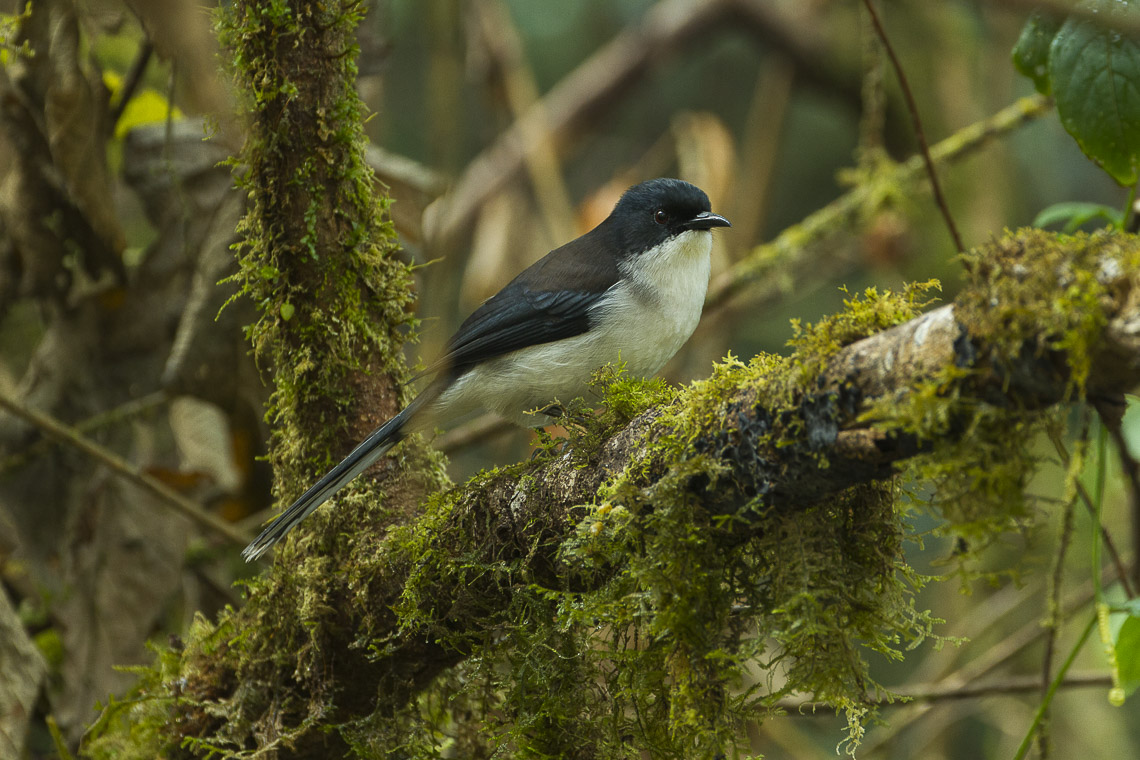
Білочерева джоя (Чіангмай, Таїланд)
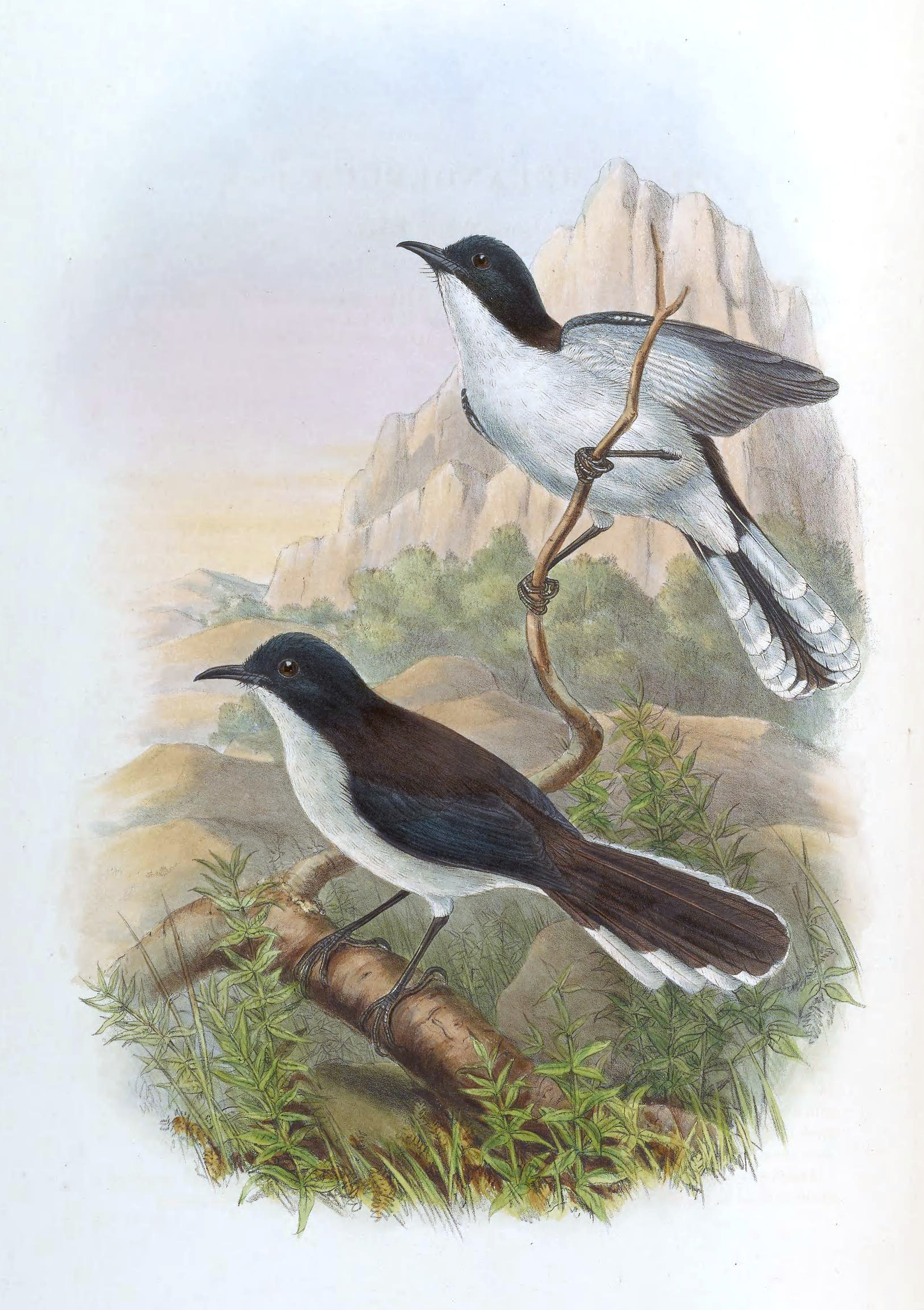
Білочереві джої